# Onslaught

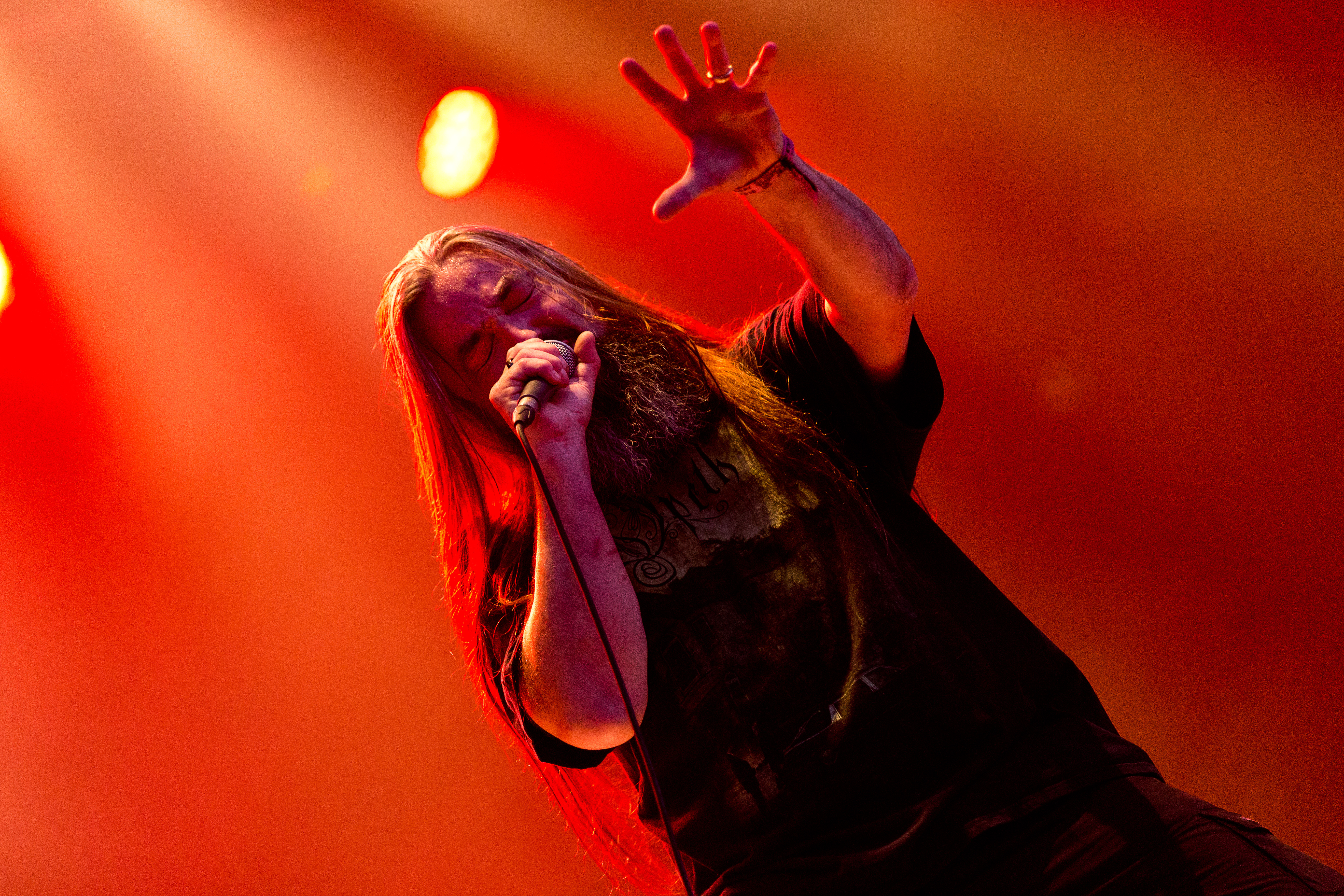
Sänger Sy Keeler beim Rockharz 2016

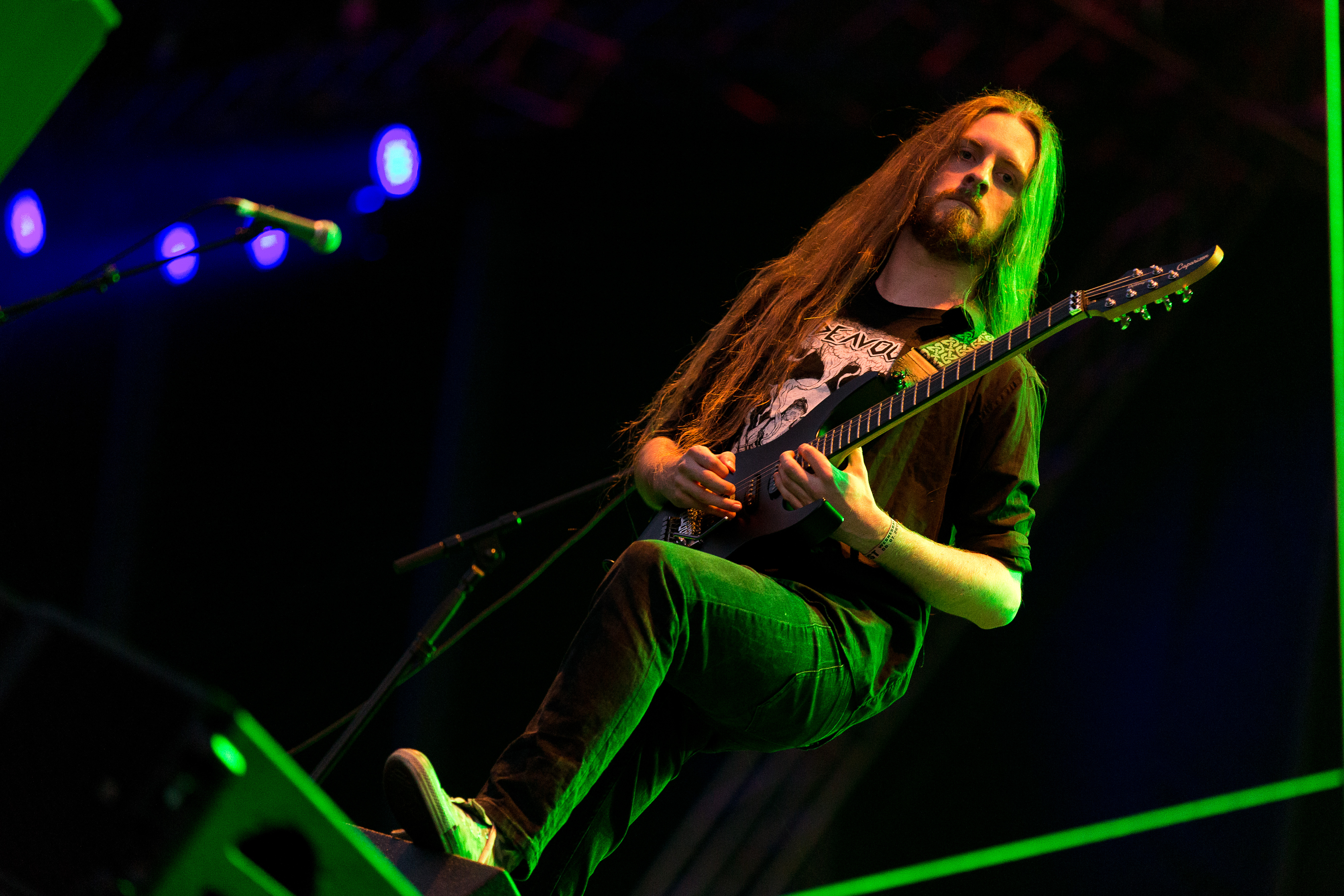
Gitarrist Iain GT Davies beim Rockharz 2016

Onslaught (engl. = ‚Ansturm‘) ist eine britische Thrash-Metal-Band, die 1983 in Bristol, England, gegründet wurde.

## Geschichte
Gegründet wurde Onslaught als Punk-Band. Nige Rockett (Gitarre) und Steve Grice (Schlagzeug), die beide in einer Druckerei arbeiteten, waren die Gründungsmitglieder. Jase Pope (Gesang) und Paul Hill (Bass) schlossen sich der Band an. In dieser Besetzung entstand nur ein Demo. Roge Davis übernahm den Gesang und mit Paul Davies kam ein neuer Bassist in die Band. Anfänglich eröffnete Onslaught noch für Punkbands wie The Exploited und The Varukers. Weitere Demos folgten.
Die Band tendierte immer mehr in Richtung Thrash Metal und erklärte in Interviews, schon immer schnellen Heavy Metal gespielt zu haben. Wieder wurden Sänger und Bassist ausgetauscht. Paul Mahoney und Jase Stallard kamen in die Band. 1985 erschien über die Plattenfirma Children of the Revolution ihr erstes Studioalbum Power from Hell. Musik und Image waren an Venom und Slayer angelehnt. Ebenso wie Venom schrieb die Band vornehmlich über satanische und okkulte Themen und wurde, wie Venom mit dem Album Black Metal für den Black Metal, mit dem Lied Death Metal namengebend für den Death Metal (wobei aber auch die US-amerikanische Band Possessed mit einem gleichnamigen, etwas früher veröffentlichten Lied und eher im Death Metal beheimatet, diesen Anspruch erheben kann). Die damalige Thrash-Szene nahm die Band wohlwollend auf, diese jedoch zeigte sich schon kurz nach der Veröffentlichung teilweise unzufrieden.
Paul Mahoney wechselte an den Bass und Sy Keeler übernahm den Gesang auf dem Nachfolgealbum The Force, welches 1986 über Music for Nations erschien. Jase Pope wiederum spielte nun Rhythmusgitarre. Onslaught gingen auf Tour und spielten den Support für Girlschool, Exciter und Anthrax. 1986 spielten sie auf dem Dynamo Festival vor etwa 8.000 Fans. Mit der Hauptband Motörhead spielten sie dann eine Europatour.
1987 erschien die EP Let There Be Rock, eine Coverversion des AC/DC-Klassikers. Auf der B-Seite befinden sich zwei Livelieder. Vor den Aufnahmen wurde Jase Pope gefeuert und durch Rob Trotman ersetzt. 1988 konnte Onslaught bei dem damaligen Majorlabel London Records unterschreiben. Während der Aufnahmen zum nächsten Album intervenierte die neue Plattenfirma und Sy Keeler musste die Band verlassen. Als Ersatz verpflichteten Onslaught den ehemaligen Grim-Reaper-Sänger Steve Grimmett. Die Gesangsspuren von Keeler wurden entfernt und durch Grimmetts Gesang ersetzt. Auch musikalisch veränderte sich einiges, das neue Material ging nun mehr in die Power-Metal-Richtung. Zur Einstimmung auf das Album wurde die Single-EP Shellshock veröffentlicht. Mit den Hardcore-Band Crumbsuckers und der Thrash-Metal-Band Slammer folgte eine Headliner-Tour durch England.
In Search of Sanity erschien 1989 und wurde ein Erfolg für die Band. In den UK-National-Charts stieg das Album bis auf Platz 36, in den Metalcharts sogar auf Platz 1. Let There Be Rock wurde wiederveröffentlicht und lief besser als die Erstveröffentlichung. Nach der Veröffentlichung tourte die Band durch Europa, als Support traten Annihilator auf. Das Konzert im bekannten London Astoria war ausverkauft. Als dritte Single erschien Welcome to Dying.
1990 stieg Grimmett aus persönlichen Gründen aus. Mit dem neuen Sänger Tony O’Hora arbeitete die Band an ihrem nächsten Album When Reason Sleeps. London Records hatte jedoch kein Interesse mehr an der Band und ließ sie fallen. Eine neue Plattenfirma konnte die Band nicht finden und so beschlossen die Bandmitglieder 1991 Onslaught aufzulösen.
Die einzelnen Bandmitglieder spielten daraufhin in mehr oder weniger bekannten Projekten. Einzig Tony O’Hora konnte mit Praying Mantis und als Mitglied der Glam-Rock-Band The Sweet weiterhin Erfolge verbuchen.
Das Interesse an Onslaught blieb über Bootleg-Veröffentlichungen des Debütalbums erhalten.
Grice und Rockett starteten 2004 ein Comeback. James Hinder und Sy Keeler stießen zur Band zurück. Nach der Wiedervereinigung tourte die Band durch Europa und brachte im März 2007 ein neues Album heraus. Zusätzlich war noch Gitarrist Alan Jordan dabei, der jedoch 2008 durch Andy Rosser-Davies ersetzt wurde. 2011 erschien das Album Sounds Of Violence. Daraufhin verließ Gründungsmitglied Steven Grice die Band und wurde durch Michael Hourihan ersetzt. Zusätzlich holte man noch den Gitarristen Leigh Chambers an Bord. In dieser Besetzung wurde 2013 mit VI das bis dato letzte Album veröffentlicht. 2014 wurde Sy Keeler auf Tour von Neil Turbin (Ex-Anthrax) ersetzt. Dieser wurde jedoch vor Ende der Tour gefeuert, da er die Texte nicht lernte und sich nicht für die Geschehnisse um die Band zu interessieren schien. Die letzten Daten der Tour sang Nige Rockett.
Inzwischen hat Grice mit den Ex-Mitgliedern Alan Jordan (Gitarre), Jase Stallard (Bass) und Steve Grimmett (Gesang) die Band The Sanity Days gegründet. Das Debütalbum Evil Beyond Believe wurde 2015 veröffentlicht.
Im April 2020 entschied sich Sänger Sy Keeler dazu, aus der Band auszutreten. Der Gesang wird seitdem von Dave Garnett übernommen, der schon 2019 bei einigen Auftritten für Keeler eingesprungen ist. Mit Garnett am Gesang veröffentlichten Onslaught im August 2020 ihr neues Studioalbum Generation Antichrist über AFM Records.

## Diskografie
Alben
- 1985: Power from Hell
- 1986: The Force
- 1989: In Search of Sanity
- 2007: Killing Peace
- 2009: Live Damnation (Live)
- 2011: Sounds of Violence
- 2013: VI
- 2016: Live at the Slaughterhouse (Live)
- 2020: Generation Antichrist
- 2025: Origins of Aggression

EPs
- 1987: Let There Be Rock
- 1988: Shellshock
- 1989: Welcome to Dying